# Musée archéologique d'Artimino

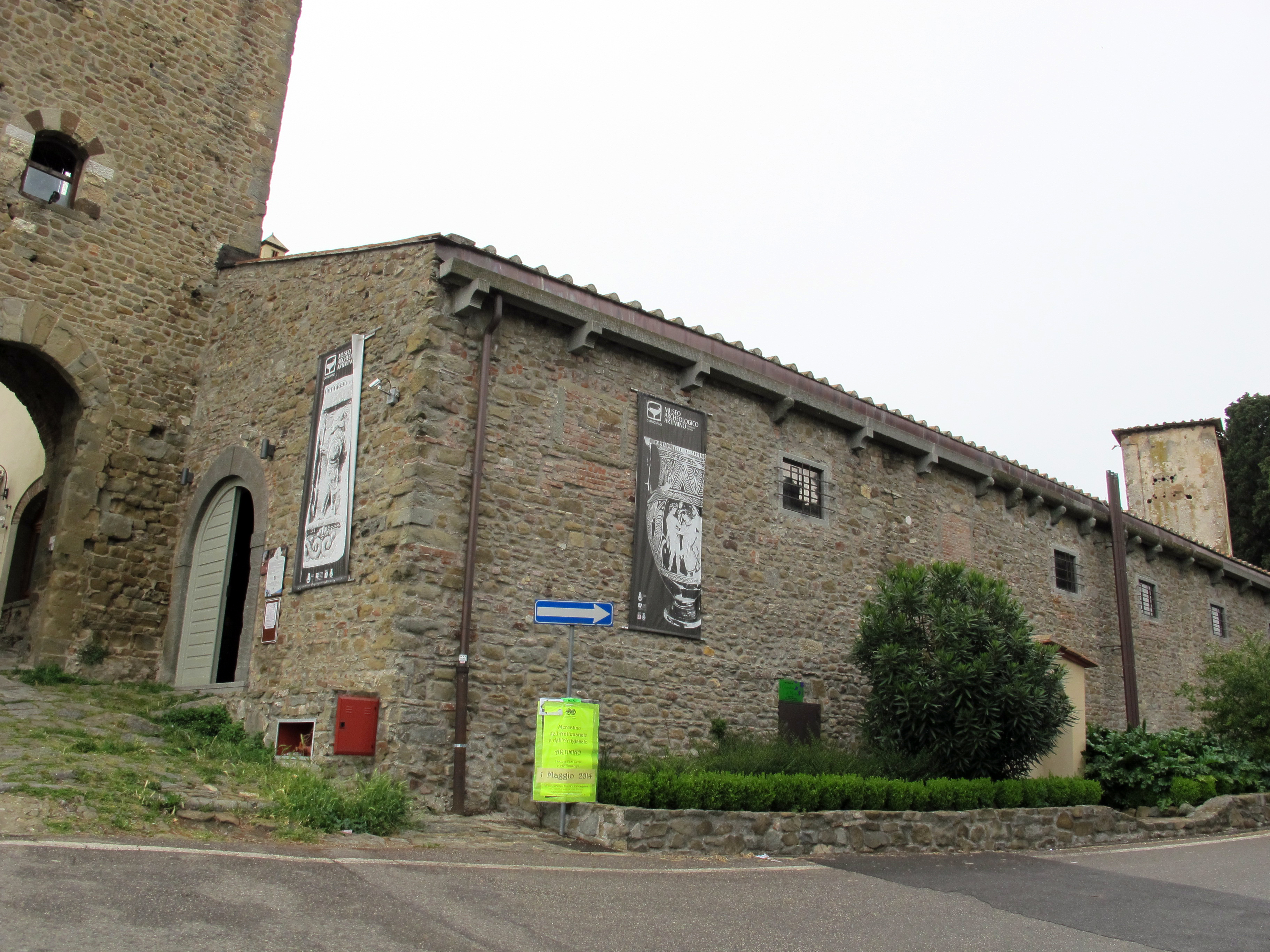
Vue générale du musée.

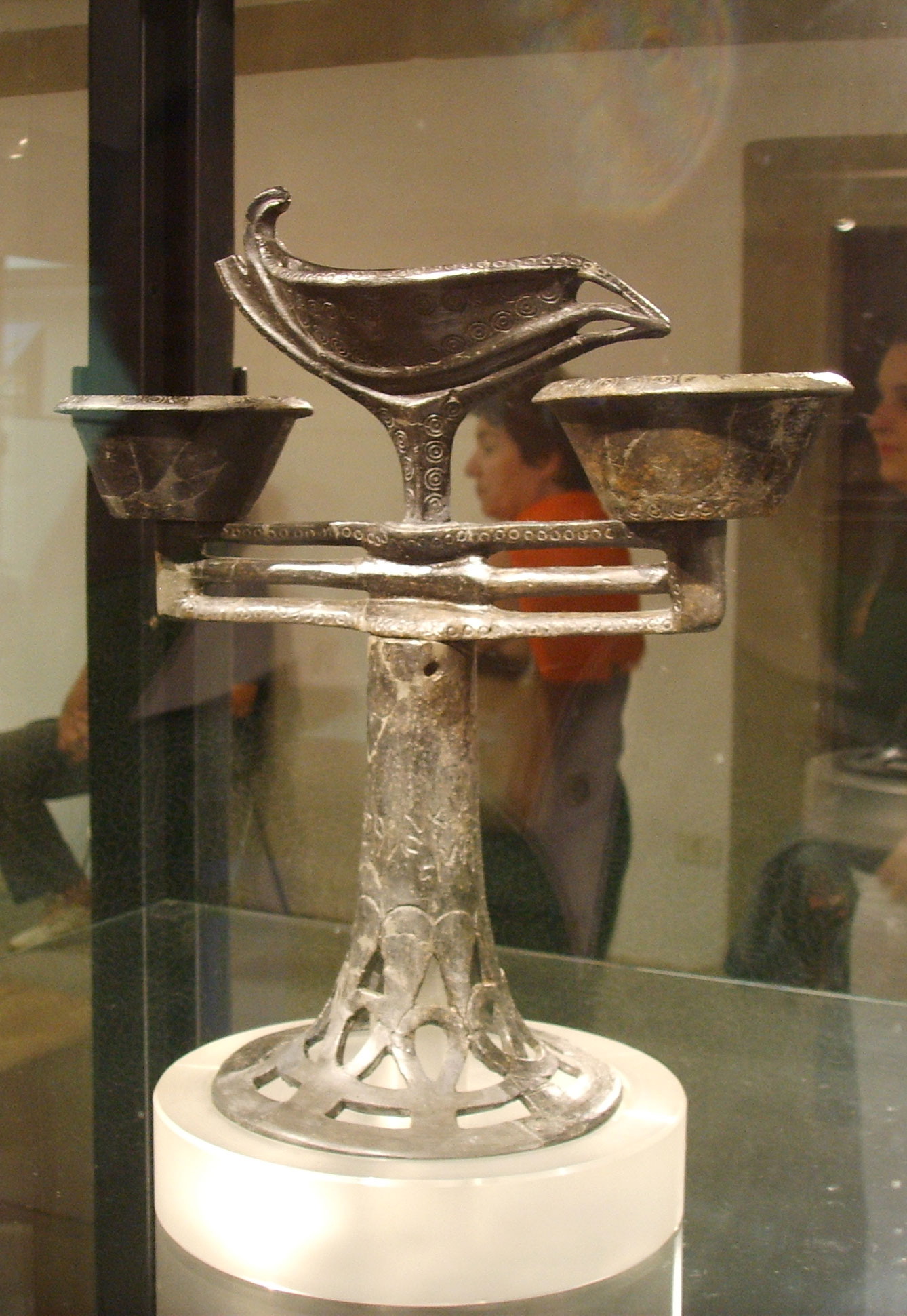
Brûle-parfum en bucchero provenant du Tumulus C.

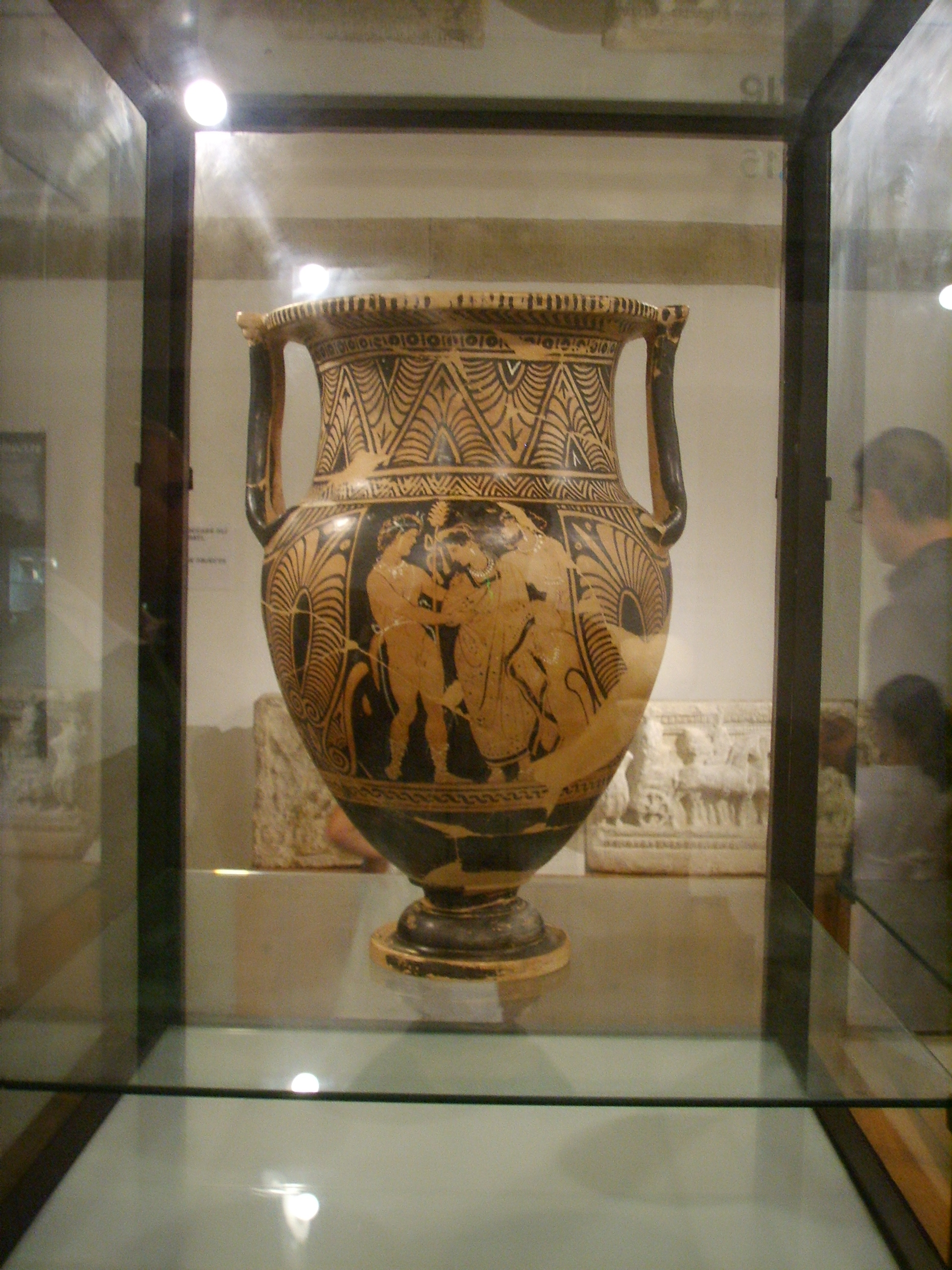
Cratère étrusque à figures rouges provenant de Grumaggio.

Le musée archéologique d'Artimino (Museo Archeologico di Artiminio, en italien) est un musée archéologique italien situé en Toscane, dans la frazione d'Artimino de la   commune de Carmignano, dans la province de Prato en Toscane.

## Localisation
Le musée a ouvert en 1983 dans les souterrains de la villa médicéenne La Ferdinanda connue aussi sous le nom de la villa dei cento camini (« Villa aux cent cheminées »), située en face du petit bourg d'origine étrusque d'Artimino; en 2011, le musée a été réaménagé dans le village d'Artimino, dans les anciennes écuries grand-ducales, adossées à l'extérieur des murs du village.

## Histoire
Le musée a été créé en 1983 afin d'y exposer les témoignages de l'habitat antique et des nécropoles étrusques de la localité d'Artimino qui, durant les quarante dernières années, ont fait l'objet de fouilles systématiques de la part de la  Soprintendenza Archeologica per la Toscana.

## Collections
- Brûle-parfum en bucchero du tumulus C Prato Rosello, une pièce unique de toute l'antique Étrurie.
- Trousseaux funéraires orientalisants de la zone (tumulus de Montefortini et de Boschetti de la localité Comeana) comportant des objets en ivoire témoignant du haut niveau aussi bien économique que culturel atteint par les familles locales : pendentifs, bijoux, paquettes sculptées ou gravées, sculptures d'animaux fantastiques ou réalistes, armes en fer, vaisselle, appliques en bronze, vaisselle en céramique souvent décorée par application de feuilles métalliques.
- Reproduction de la tombe a pozzo  « du Guerrier » de Prato Rosello et de son trousseau funéraire (fin du VIIIe  début du  VIIe siècle av. J.-C.).
- Trousseau du symposium dont font partie un grand cratère étrusque à figures rouges (IVe siècle av. J.-C.) et des plats en bronze en parfait état de conservation.
- Stèles funéraires en pietra serena sculptés en bas-relief.

Une autre partie du musée est consacrée à la manufacture de majolique médiévale et de la renaissance de Bacchereto,aujourd'hui petit bourg de la commune de Carmignano.

## Sources
- Voir liens externes